# Альянс независимых (Швейцария)
Альянс независимых (нем. Landesring der Unabhängigen, фр. Alliance des Indépendants, итал. Anello degli Indipendenti) — бывшая социал-либеральная политическая партия Швейцарии, существовавшая в 1936—1999 годах.

## История

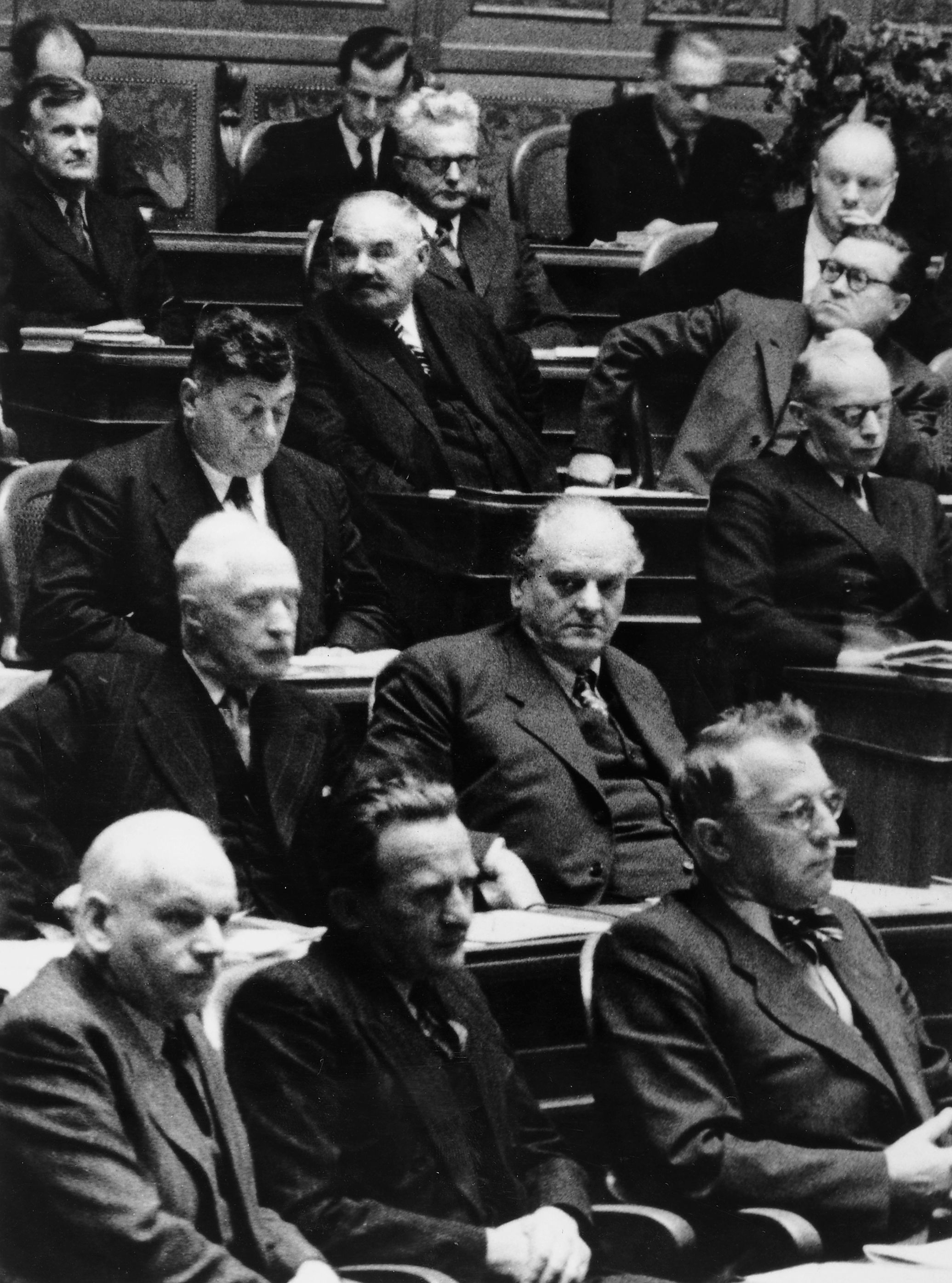
Основатель партии Готлиб Дуттвайлер в Национальном совете (в центре, лицом к камере).

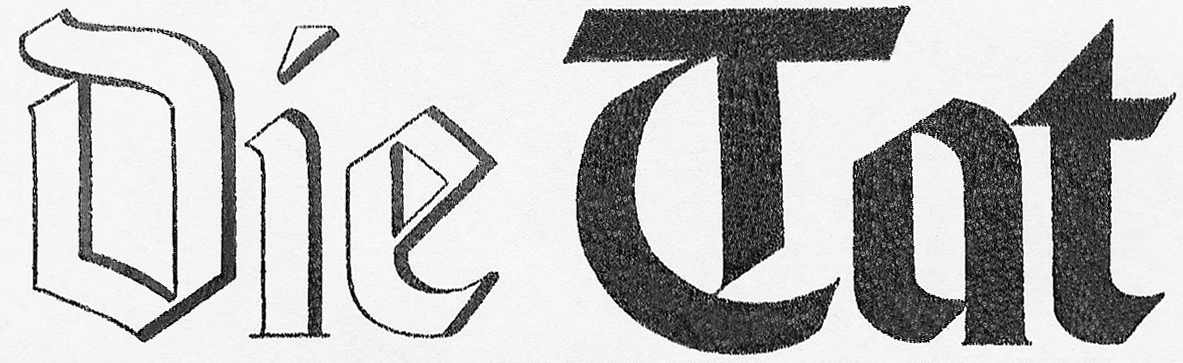
Логотип партийной газеты Die Tat.

В 1930-х годах основатель швейцарской торговой сети Migros Готлиб Дуттвайлер был разочарован в швейцарской политике и вместе с группой соратников основал ассоциацию Альянс независимых. Поначалу предполагалась что новая организация не будет заниматься политиков, а займётся посредничеством между капиталистами и рабочими, помогая им договориваться. Также Альянс независимых обслуживал интересы торговой сети Дуттвайлера, выступая против законодательных инициатив, противоречащих его бизнес-модели и ограничивающих торговые сети и торговлю с мобильных точек.
На выборах 1935 года Альянс получил 7 мест в Национальном совете. Поскольку первоначальный план объединить лучших политиков всех партий в одну группу не сработал, 30 декабря 1936 года Альянс независимых был преобразован в политическую партию.
В 1936—1962 годах лидером партии был сам Дуттвайлер. Из-за его авторитарного стиля руководства и неясной политической позиции в 1943 году в партии произошёл раскол и многие ведущие политики партии участвовали в выборах как Независимые — Свободный список, получив одно место парламента. В эпоху Дуттвайлера Альянс получал на выборах около 5 % голосов. Однако, партия никогда не была успешна во франко- и итальяно-говорящих кантонах и в центральной Швейцарии (за исключением Люцерна).
После смерти Дуттвайлера в 1962 году партия смогла позиционировать себя в качестве социально-либеральной альтернативы левым и правым. На парламентских выборах 1967 года Альянс независимых получил 9,1 % голосов и 16 из 200 мест в Национальном совете. Преимущественно за партию отдавали свои голоса избиратели из городского среднего класса (рабочие, государственные служащие). В это период были открыты новые кантональные отделения. В конце 1970-х годах возник внутрипартийный конфликт, когда традиционным оппонентам социальной рыночной экономики было противопоставлено про-экологическое крыло партии.
В середине 1980-х годах экологическое крыло партии стало доминировать. Начался массовый исход сторонников социально-либерального крыла партии. В дополнение к этому, основной спонсор партии торговая сеть Migros существенно снизила финансирование Альянса, так как имела идеологические разногласия с экологическим крылом. Из-за финансовых проблем ежедневная партийная газета Die Tat была превращена в еженедельную. Партия потеряла свой авторитет и её избиратели переключились на новые партии и протестные группы, включая Зелёную партию и Партию автомобилистов.
Со временем партия стала терять избирателей, которые постепенно стали переходить к социал-демократам и зелёным. В 1990-е годы партия пыталась восстановить своё влияние, вернувшись к своим социально-либеральным корням. После многочисленных поражений на выборах и перехода видных политиков в другие партии Альянс независимых был распущен 4 декабря 1999 года.

## Итоги выборов
С 1935 по 1999 год в Национальный совет было избрано 65 депутатов от Альянса независимых. Трое из них также входили в Совет кантонов Швейцарии. Наибольшее количество мест в Национальном совете, 16, было завоёвано в 1967 году, а наименьшее число, одно место, в 1999 году.
| Год  | Голоса  | %    | Места (НС) | Места (СК) |
| ---- | ------- | ---- | ---------- | ---------- |
| 1935 | 37 861  | 4,14 | 7          | 0          |
| 1939 | 43 735  | 7,07 | 9▲         | 0          |
| 1943 | 41 635  | 4,73 | 6▼         | 0          |
| 1947 | 42 428  | 4,42 | 8▲         | 0          |
| 1951 | 49 100  | 5,11 | 10▲        | 0          |
| 1955 | 53 450  | 5,48 | 10▬        | 0          |
| 1959 | 54 049  | 5,50 | 10▬        | 0          |
| 1963 | 48 224  | 5,01 | 10▬        | 0          |
| 1967 | 89 950  | 9,05 | 16▲        | 1▲         |
| 1971 | 150 684 | 7,63 | 13▼        | 1▬         |
| 1975 | 116 349 | 6,06 | 11▼        | 1▬         |
| 1979 | 73 895  | 4,07 | 8▼         | 0▼         |
| 1983 | 77 745  | 4,0  | 9▲         | 0          |
| 1987 | 80 099  | 4,17 | 9▬         | 1▲         |
| 1991 | 61 176  | 3,03 | 5▼         | 1▬         |
| 1995 | 34 375  | 1,83 | 3▼         | 1▬         |
| 1999 | 14 063  | 0,72 | 1▼         | 0▼         |

Альянс независимых был представлен во многих кантональных парламентах, в первую очередь в кантоне Цюрих, и в советах многих городов и муниципалитетов. Цитаделями партии традиционно были города Цюрих, Санкт-Галлен, Берн, Люцерн, Кур, Винтертур, Клотен, Бургдорф (Берн) и Веттинген.

## Председатели
- 1936—1962 — Готлиб Дуттвайлер[нем.] (Цюрих)
- 1962—1973 — Рудольф Сутер (Базель)
- 1973—1978 — Клавдий Алдер (Базель-Кантри)
- 1978—1985 — Вальтер Биль (Цюрих)
- 1985—1992 — Франц Йегер (Санкт-Галлен)
- 1992—1996 — Моника Вебер (Цюрих)
- 1996—1998 — Даниэль Андрес (Берн)
- 1999 — Антон Шаллер (Цюрих)

## Известные политики
- Альфред Рассер[нем.] (1907—1977) — швейцарский актёр театра и кино, комик и радиоведущий, депутат парламента (1967—1975).
- Зигмунд Видмер[нем.] (1919—2003) — швейцарский историк, писатель и политик LdU, 16 лет занимал пост мэра города Цюрих (1966—1982).